# Aloe greatheadii
Aloe greatheadii é uma espécie de liliopsida do gênero Aloe, pertencente à família Asphodelaceae.